# Корреджо
Антонио Аллегри да Корреджо (итал. Antonio Allegri detto il Correggio; ок. 1489, Корреджо, Эмилия-Романья — ок. 5 марта 1534, Корреджо) — итальянский живописец периода Высокого Возрождения пармской школы, новатор живописи, автор «энергичных и чувственных произведений». Используя динамическую композицию, иллюзионистскую перспективу, смелые ракурсы и эффекты светотени, Корреджо стал предшественником «барочного маньеризма» Джованни Ланфранко, «Баччичио» и неоклассицизма Антона Рафаэля Менгса. «Произведения Корреджо в Парме сопоставимы с тем, что Микеланджело и Рафаэль сделали в Риме, маньеристы первого поколения — во Флоренции, Леонардо — в Милане, а Тициан — в Венеции». «Мягкий, чувственный стиль его религиозных и мифологических картин оказал влияние на стиль рококо XVIII века», об этом косвенно говорит и прозвание художника (итал. аllegrо — весёлый, радостный) .

## Биография
Антонио Аллегри родился в небольшом городке Корреджо (современная провинция Реджо-нель-Эмилия, область Эмилия-Романья), к северо-западу от Болоньи. Дата его рождения неизвестна. Его отец был торговцем В остальном мало что известно о молодости и обучении Корреджо. Однако предполагается, что первое художественное образование он мог получить от брата своего отца, художника Лоренцо Аллегри.
В 1503—1505 годах Антонио состоял учеником в мастерской Франческо дель Бьянки Феррара в Модене, где, вероятно, познакомился с произведениями Лоренцо Косты. Пользовался покровительством графини Корреджо поэтессы Вероники Гамбары, рекомендовавшей его мантуанскому герцогу. После поездки в 1506 году в Мантую он вернулся в Корреджо, где оставался до 1510 года. К этому периоду относят картину «Поклонение Младенцу со святыми Елизаветой и Иоанном», в которой очевидно влияние Косты и Андреа Мантеньи. В 1514 году Антонио, вероятно, закончил три тондо для церкви Сант-Андреа в Мантуе, а затем вернулся в Корреджо, где, как независимый и всё более известный художник, подписал контракт на алтарный образ Мадонны в местном монастыре Святого Франциска (ныне картина находится в Галерее старых мастеров в Дрездене).
К 1516 году Корреджо находился в Парме, где провёл большую часть своей жизни. Здесь он подружился с Микеланджело Ансельми, выдающимся художником-маньеристом. В 1519 году он женился на Джироламе Франческе ди Брагетис, также из Корреджо (скончалась в 1529 году). Один из его сыновей, Помпонио Аллегри, стал художником. И отец, и сын иногда называли себя латинизированной формой фамилии: Лаэти (Laeti).
Вернувшись в свой родной город, Корреджо внезапно умер 5 марта 1534 года. На следующий день он был похоронен в церкви Сан-Франческо-ин-Корреджо рядом со своим юношеским шедевром «Мадонна ди Сан-Франческо». Точное местонахождение его захоронения ныне неизвестно.

## Творчество

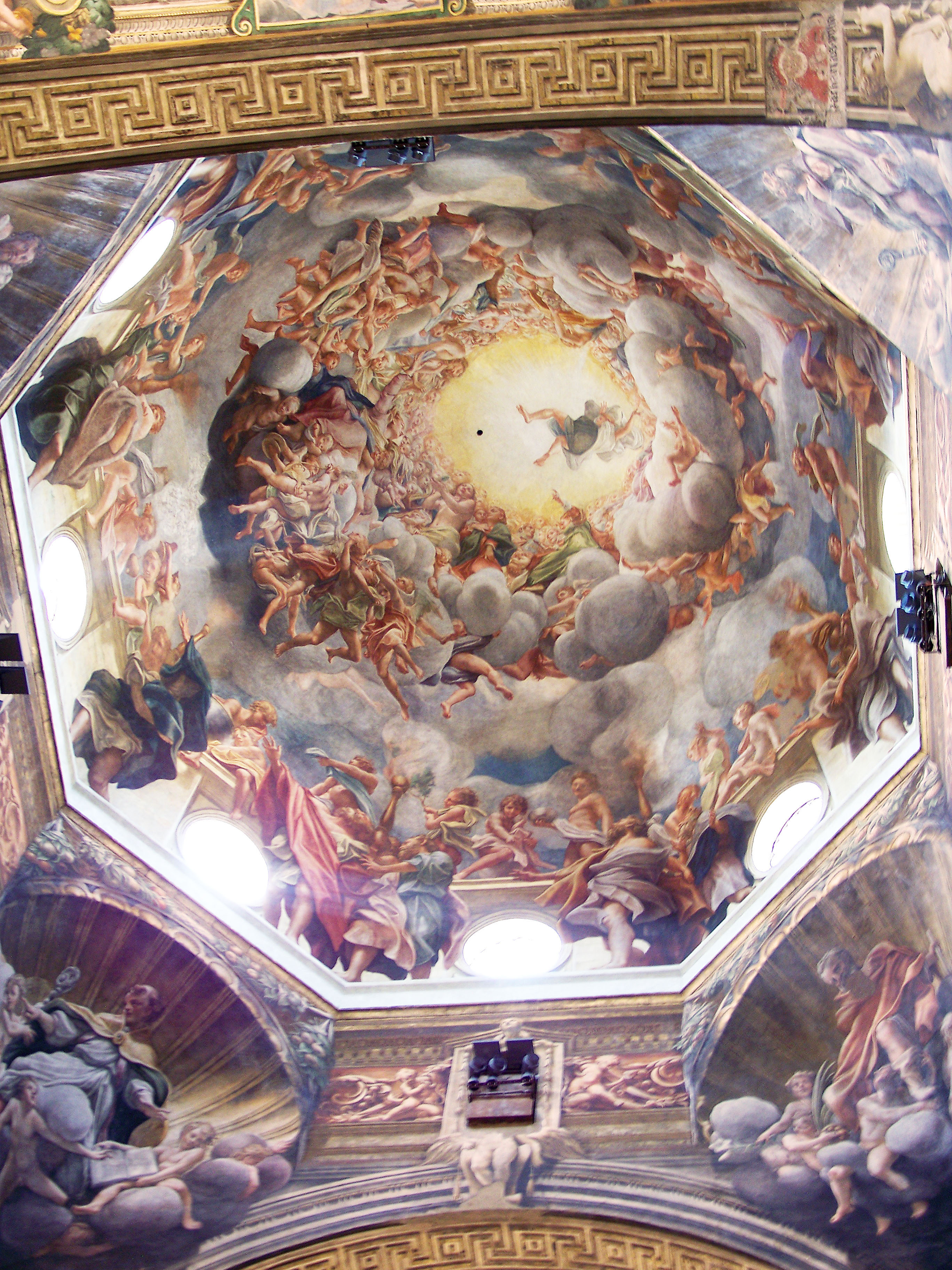
Кафедральный собор (Дуомо) в Парме. Вознесение Девы Марии. Роспись купола. Между 1526 и 1530. Фреска

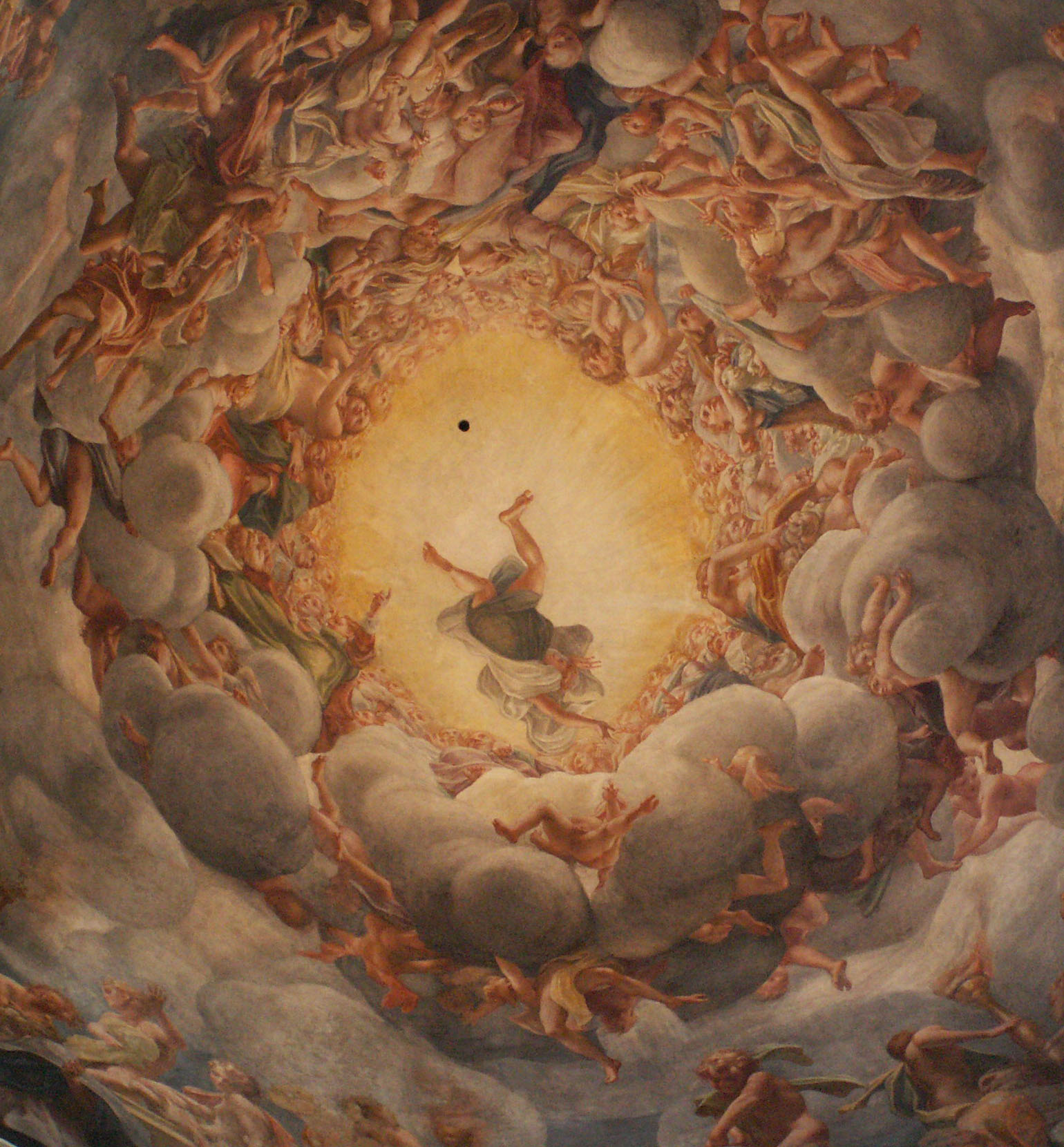
Роспись купола. Деталь

Корреджо — во многом загадочный и эклектичный художник. Помимо Мантеньи на формирование его живописной манеры повлиял Лоренцо Лотто, а также, косвенно, Леонардо да Винчи. По расхожему мнению, в его работах можно увидеть также влияния Рафаэля, Микеланджело, Доссо Досси. Свои произведения Корреджо наполнял мягкой грацией и интимным очарованием, в особенности женских и женственных мужских персонажей. Его произведения явились отражением двух тенденций того времени: постепенной утраты героических ренессансных идеалов и сложения новых художественных форм.
В Парме между 1517 и 1520 годами он получил от образованной в духе гуманизма настоятельницы монастыря Сан-Паоло поручение украсить один из её покоев фресками мифологического содержания. Его монументальная живопись отличаются игривой лёгкостью и декоративным изяществом. В этом виде творчества характерны росписи в куполе церкви Сан-Джованни Евангелиста (1522—1523), одновременно с работой Пармиджанино в боковых капеллах. Росписи в Парме отражают сложные ракурсы и устремлённую вверх вихреобразную композицию, что само по себе является своеобразным предвосхищением пространственных эффектов эпохи барокко.

 Даже в алтарных картинах Корреджо, хотя и менее смело, прибегал к эффектам сильных ракурсов и необычной светотени. Хронологически его творчество относится к эпохе Высокого Возрождения, однако по стилю это, скорее, маньеризм. Исследователи творчества художника часто оспаривают его принадлежность к маньеризму, подчёркивая целостность, органичность его мироощущения, отсутствие в его творчестве надломленности, деформации и называют индивидуальный стиль Корреджо эмоционализмом. В то же время его искусство характеризует и нервное беспокойство, пристрастие к мягким, изогнутым линиям, граничащее со слащавой манерностью. Ему не хватало сдержанности и ясности композиционного мышления. Мастерская передача эффектов освещённости и фактуры обнажённого тела лишь облегчали переход от красоты к красивости, от подлинной живописности к натуралистической салонности, от искренности и чистоты к недвусмысленной эротике 
Характерными чертами композиций Корреджо, помимо праздничного, светлого настроения, являются интимная мягкость образов, эффектность грациозных поз и движений, динамическая асимметрия композиции, светлый, нарядный, прихотливо-изменчивый колорит («Мадонна со святым Франциском», 1514—1515, «Мадонна со святым Георгием», 1530—1532 годы, — обе в Картинной галерее, Дрезден; «Обручение святой Екатерины», Лувр, Париж). В некоторых работах Корреджо («Поклонение пастухов», или «Ночь», около 1530, Картинная галерея, Дрезден) прослеживается использование эффектов контрастного ночного освещения, что, по мнению исследователей, служит усилению эмоционального звучания образов.
Алтарные образы работы Корреджо, по мнению многих исследователей, слабее его фресок, в последних он часто демонстрирует истинное поэтическое чувство. Это дало основание П. П. Муратову говорить о «согласии темпераментов» Корреджо и его выдающегося предшественника Джорджоне, согласие которого не было, к примеру, между Джорджоне и Тицианом.
Утончённый гедонизм и эротика, гибкость композиционных решений характеризуют поздние произведения Корреджо на мифологические темы из серии «Любовные похождения Юпитера» (предположительно заказанной Федерико II Гонзага для украшения палаццо дель Те): «Леда», «Даная», «Ганимед», «Юпитер и Ио».
Корреджо не оказал непосредственного влияния на своих учеников, но теперь считается, что его работы имели революционное воздействие на следующие поколения художников. Спустя полвека после его смерти произведения Корреджо были хорошо известны Дж. Вазари, который чувствовал, что ему не хватило «римского» опыта, чтобы «стать лучшим художником».
Произведениями Корреджо вдохновлялись мастера рококо, почитавшие Корреджо своим предшественником и гением уровня Рафаэля. В XVIII и XIX веках фрески Корреджо отмечались в дневниках иностранных гостей Италии, что привело к переоценке его искусства в период романтизма. Впервые Корреджо возвеличили художники болонской школы, а затем и другие академисты. Джошуа Рейнольдс ставил Корреджо «выше Рафаэля», а романтик Стендаль писал: «Если с фигурами Рафаэля спорят античные статуи, то, так же, как женская любовь не существовала в античности, Корреджо не имеет соперников».
«Полёт Мадонны» в своде купола Пармского собора вдохновлял многих художников. Иллюзионистские эксперименты фресок Корреджо кажутся прообразом многих приёмов искусства маньеризма, барокко и рококо. Корреджо воспитал внуков-художников, например, Джованнино ди Помпонио Аллегри (1521—1593). У Корреджо не было прямых учеников за пределами Пармы, но его творчество оказало влияние на Джованни Мария Франческо Рондани, Пармиджанино, Бернардино Гатти, Франческо Мадоннино и Джорджо Гандини дель Грано.
В санкт-петербургском Эрмитаже имеется только одна работа Корреджо — «Портрет дамы».

## Галерея

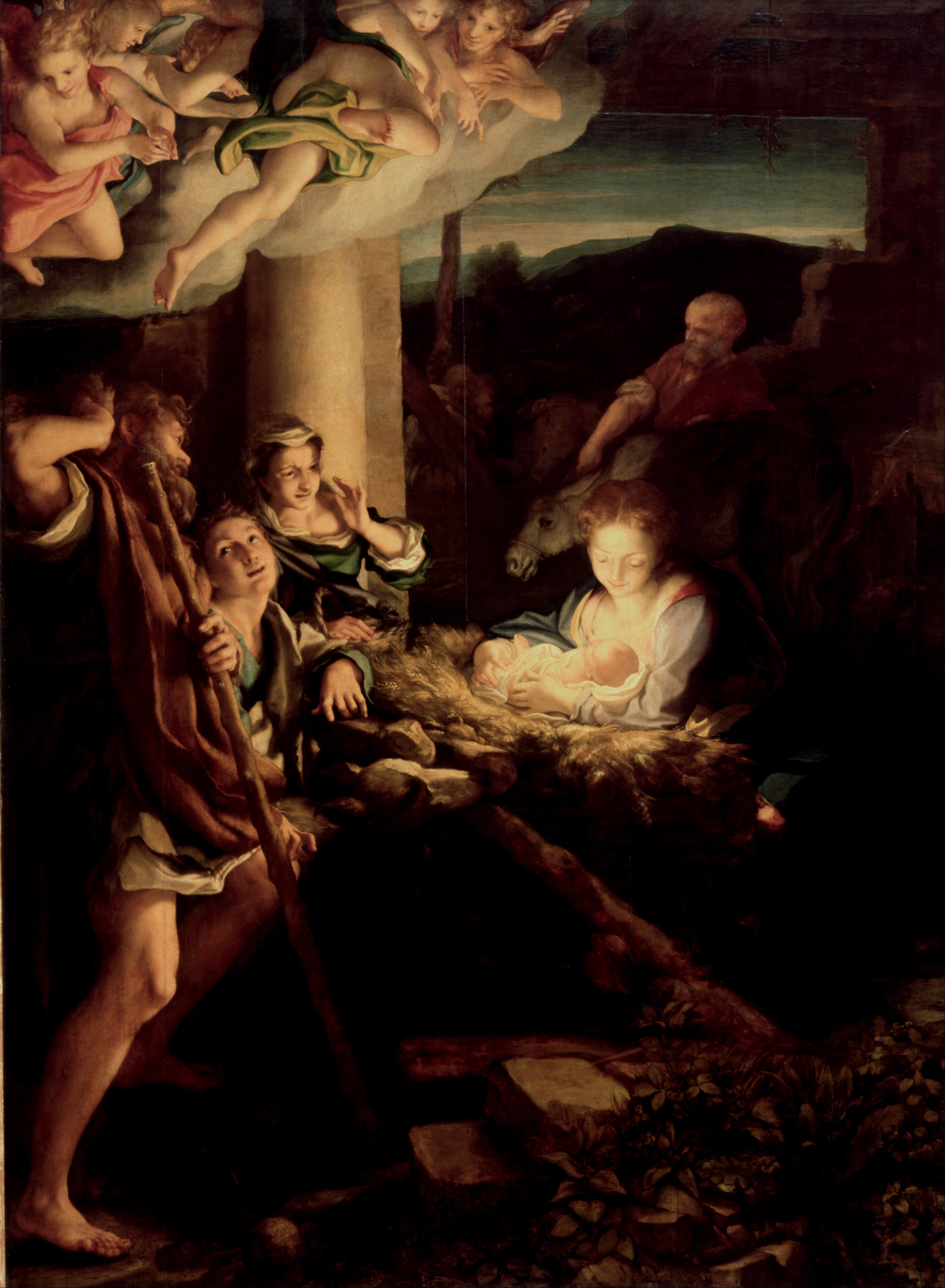
Рождество (Святая ночь, или Поклонение пастухов). Между 1528 и 1530. Дерево, масло. Галерея старых мастеров, Дрезден
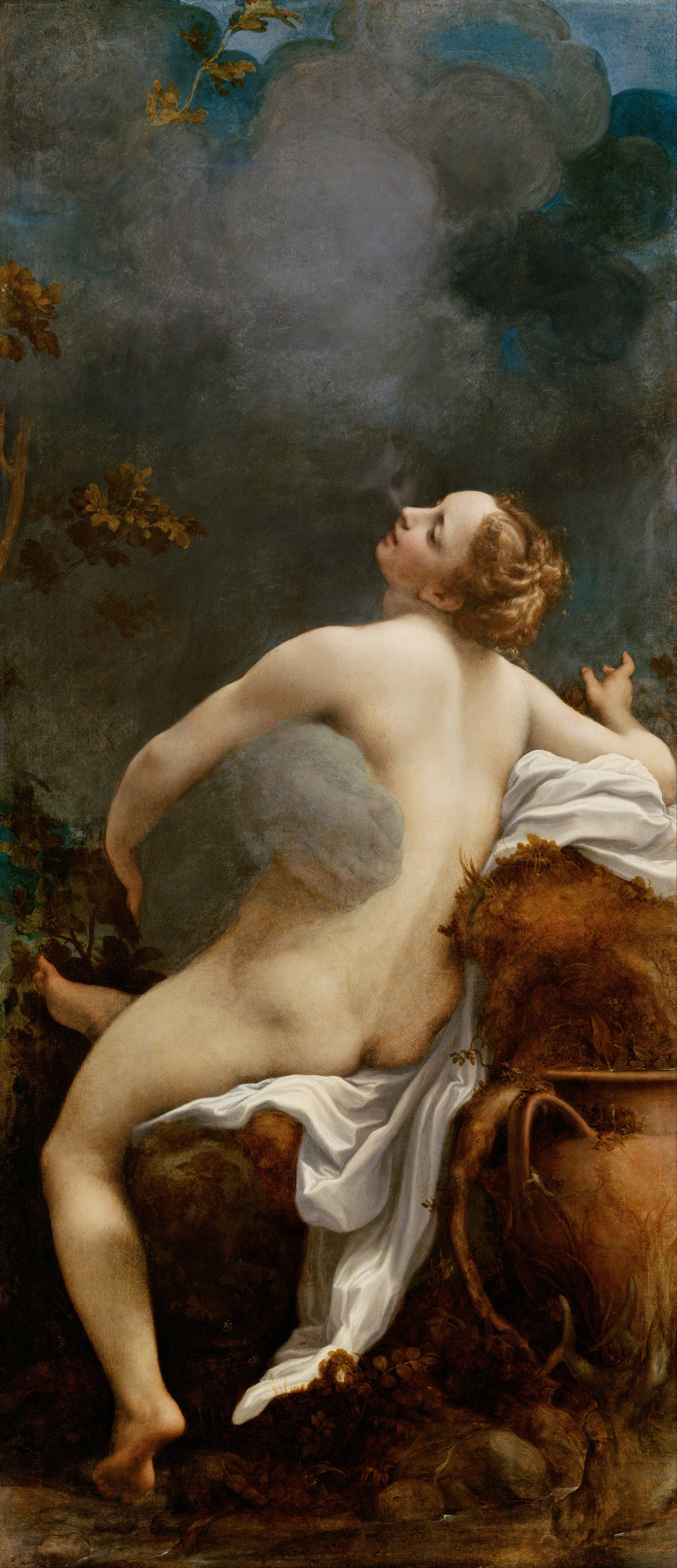
Юпитер и Ио. Между 1520 и 1540. Дерево, масло. Музей истории искусств, Вена
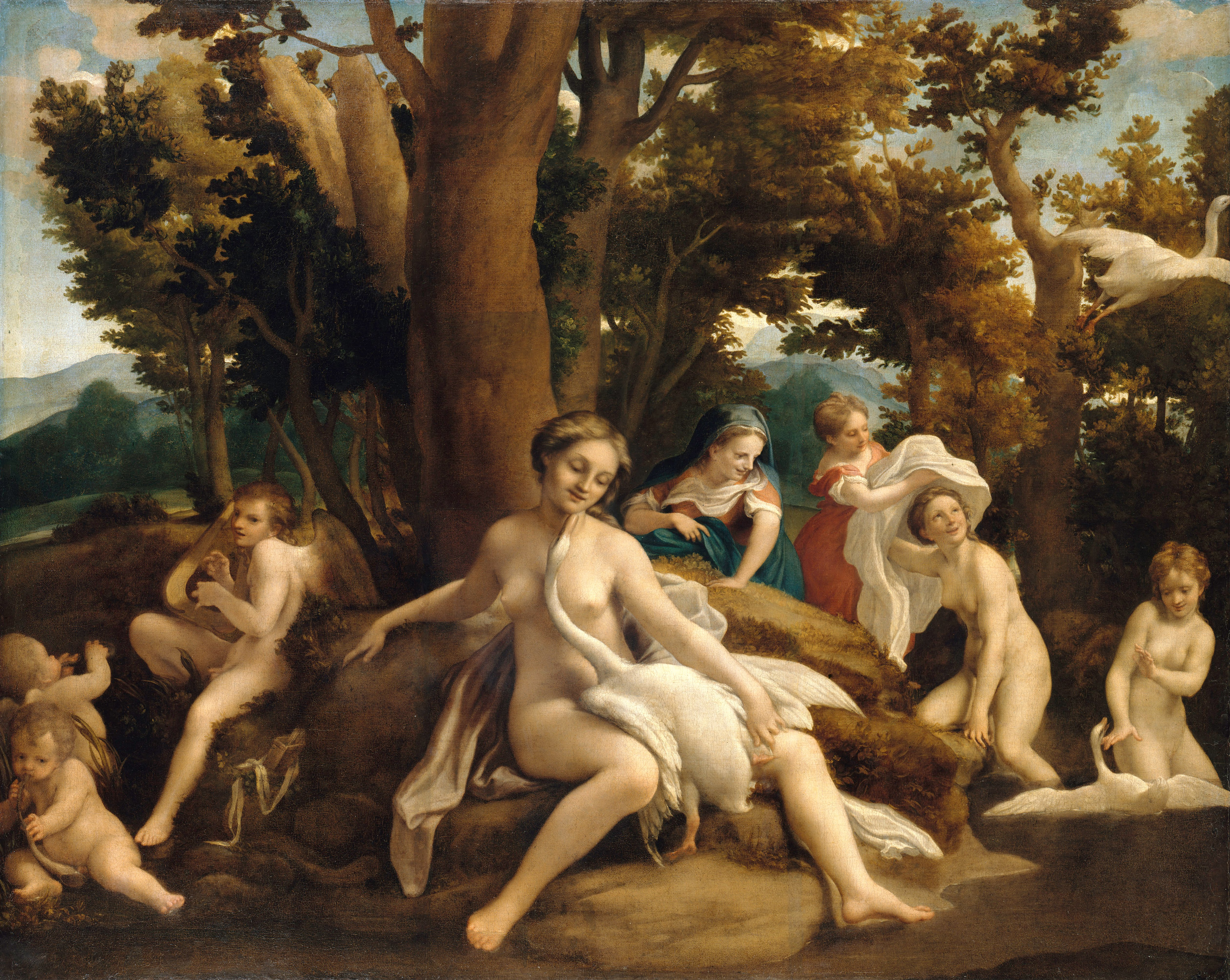
Леда и лебедь. Ок. 1532. Холст, масло. Берлинская картинная галерея
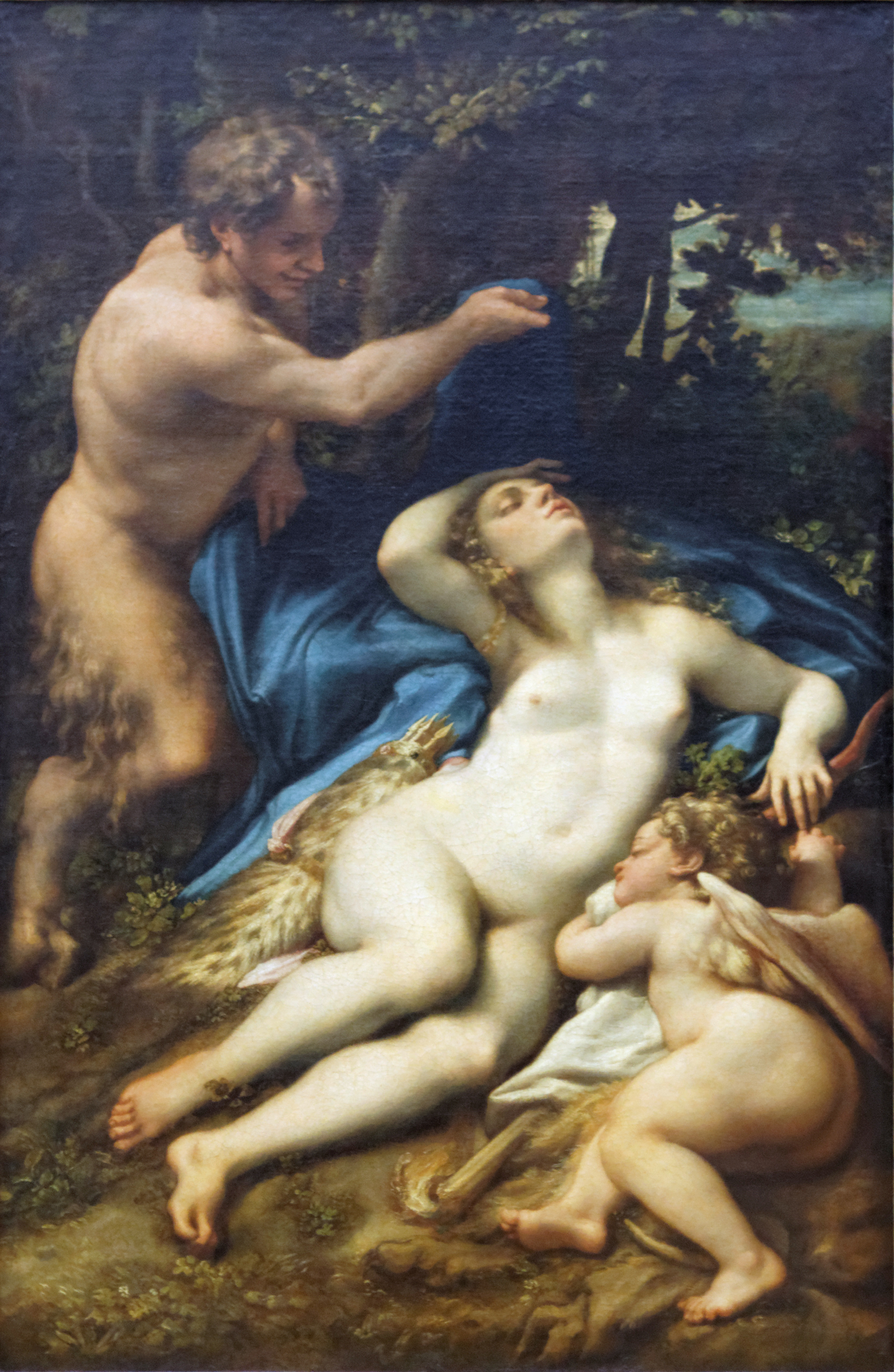
Венера и Амур, застигнутые сатиром. Между 1524 и 1527. Холст, масло. Лувр, Париж
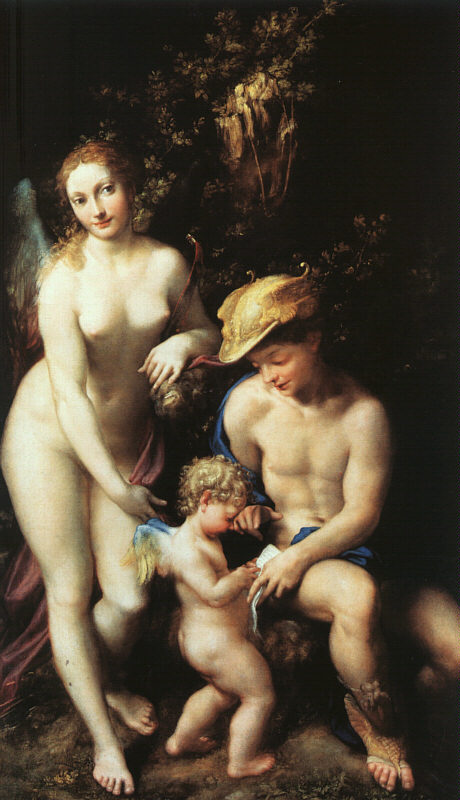
Воспитание купидона. 1527. Холст, масло. Берлинская картинная галерея
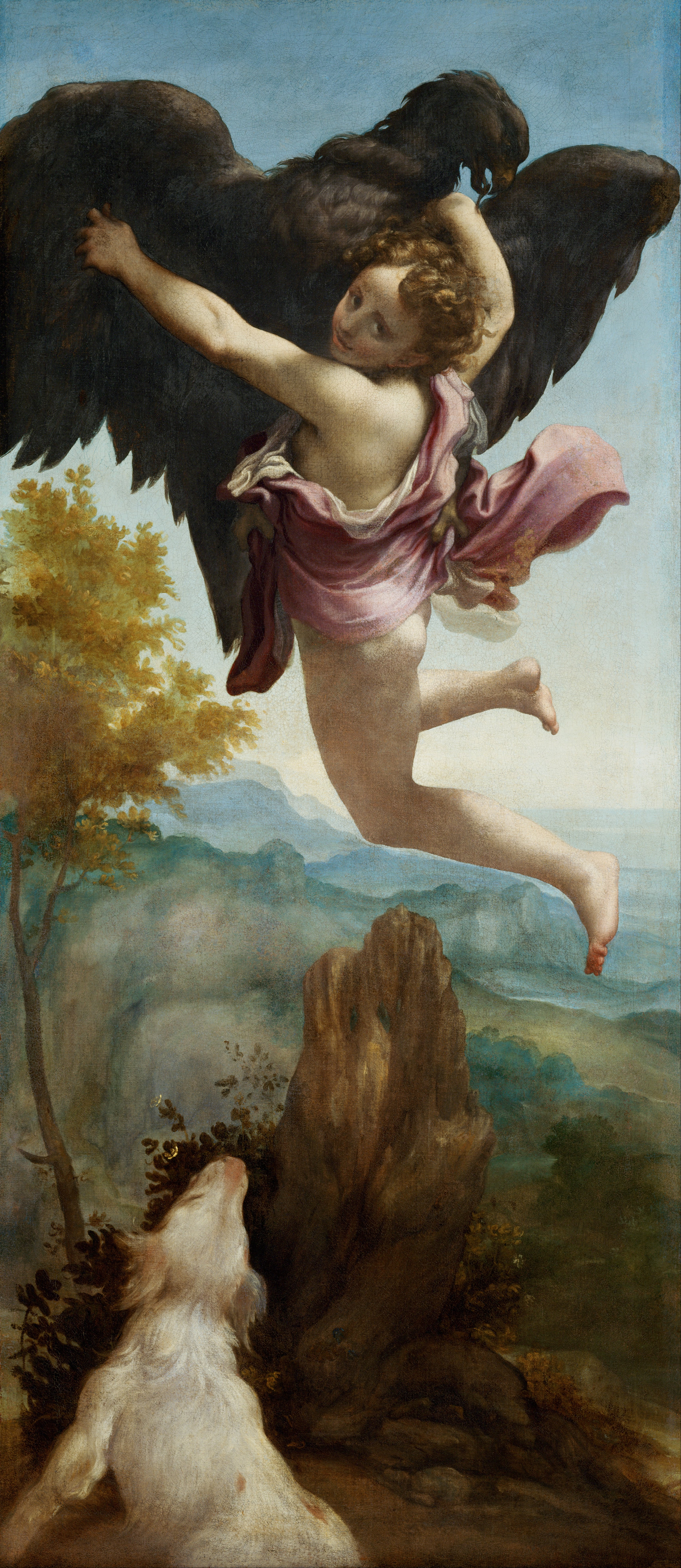
Похищение Ганимеда
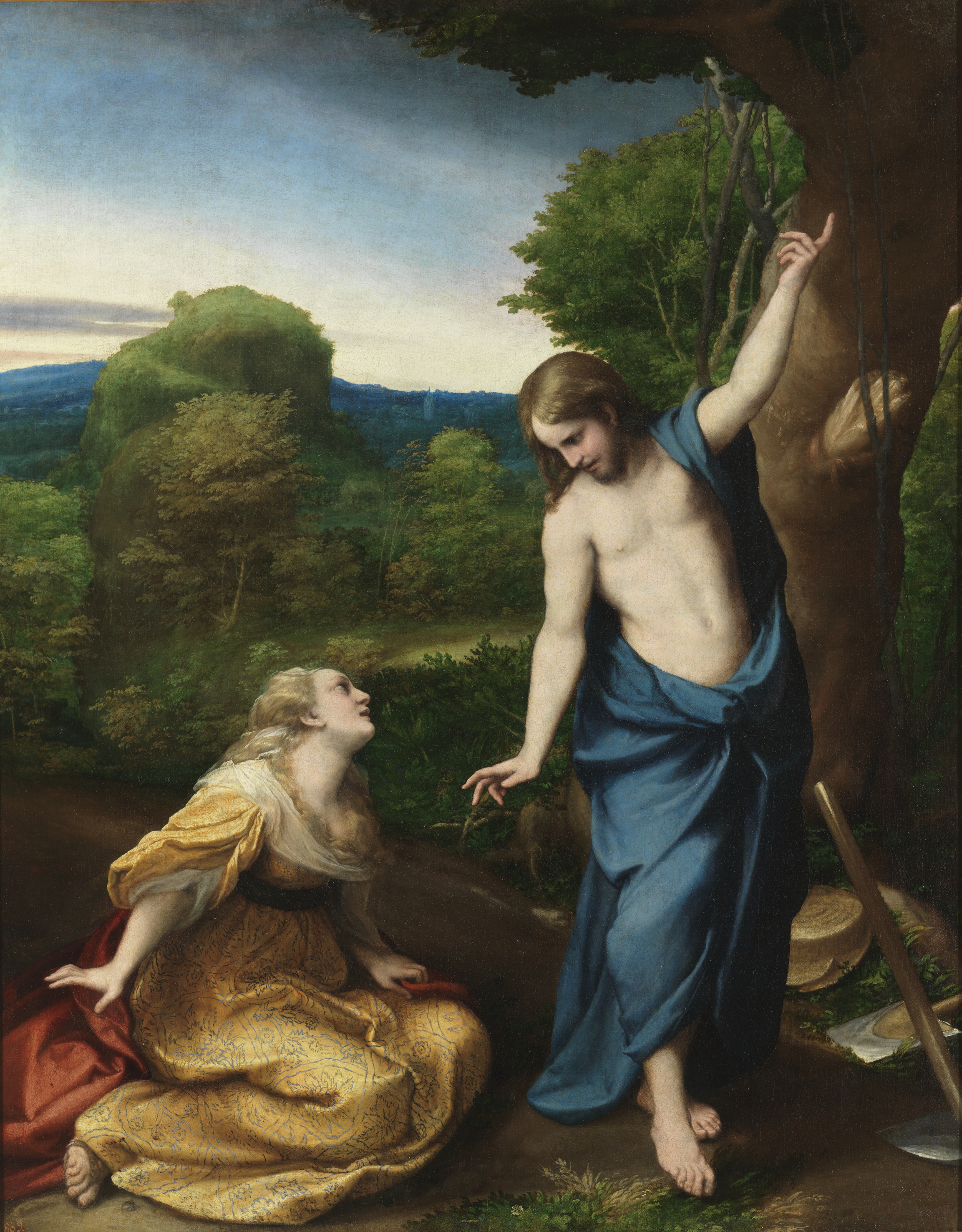
Noli Me Tangere (Не прикасайся ко Мне). Ок. 1525. Холст, на дереве, масло. Прадо, Мадрид
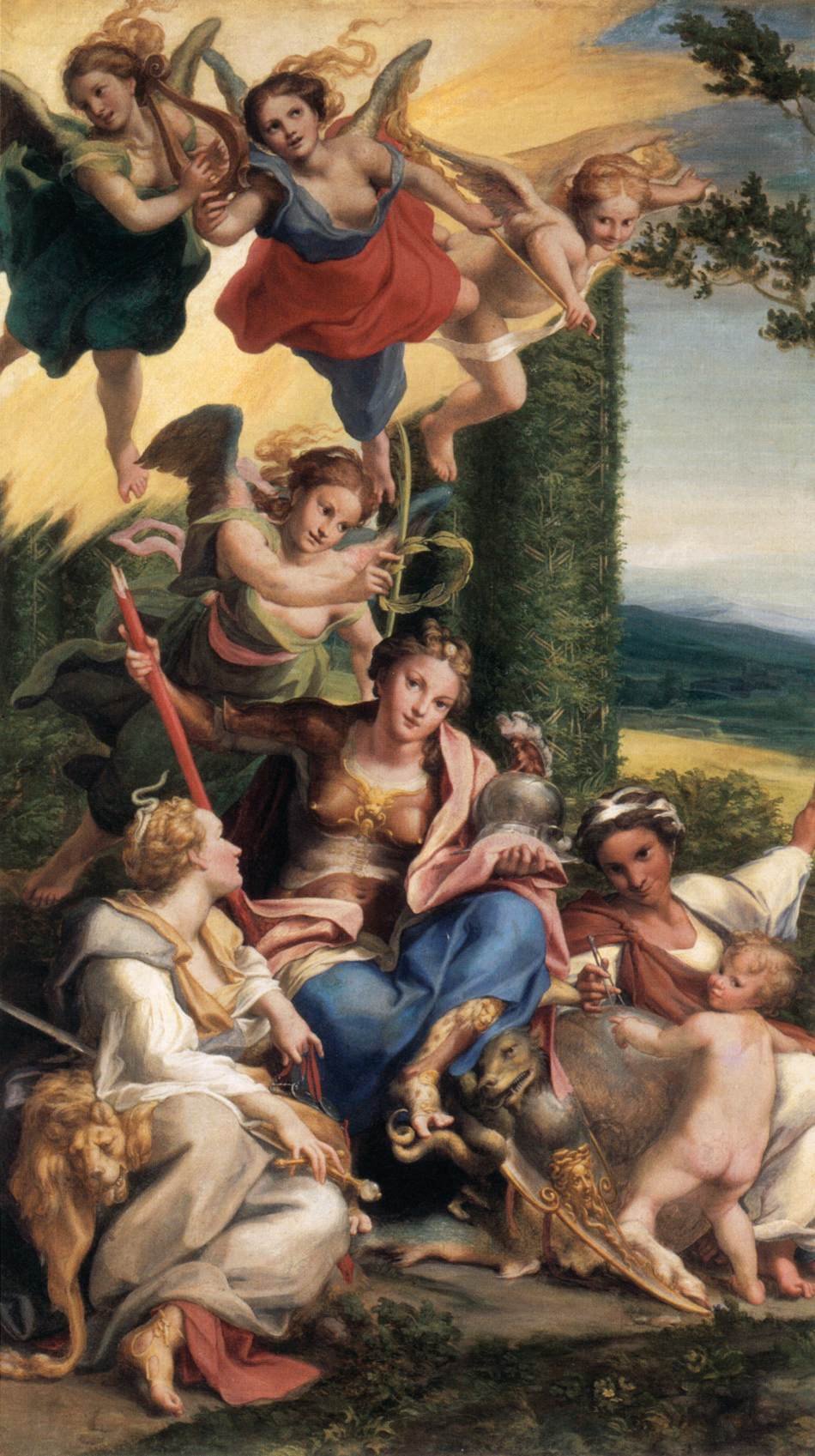
Аллегория добродетелей. 1531. Холст, темпера. Лувр, Париж